# Il nous faut
" Il nous faut " is een nummer van de Franse zangeres Elisa Tovati en de Belgische singer-songwriter Tom Dice, uitgebracht op haar derde studioalbum Le syndrome de Peter Pan (2011). Ook voegde Tom Dice het nummer toe als bonus-track van zijn tweede album. Het nummer werd op 11 mei 2011 uitgebracht als download in Frankrijk. Het piekte op nummer 6 in Frankrijk, en werd een nummer 1-hit in België.

## Videoclip
De videoclip van " Il nous faut " werd op 20 juni 2011 uitgebracht op YouTube.

## Hitlijsten
Op 21 mei 2011 kwam " Il nous faut " binnen op de Franse Singles Chart op nummer 92, in de tweede week klom het naar nummer 48, in de derde week klom het naar nummer 28, en verder piekte het nummer op 6. Dice haalde ook zijn tweede nummer 1 binnen, in België. Uiteindelijk haalde de single ook goud.